# Herbert Arvidsson
Herbert Arvidsson, född 1936, död 2014, var en svensk bärodlare, sortförädlare och hallonexpert
Herbert Arvidsson började sin verksamhet genom att odla vinbär för självplock. Han startade sedan plantskoleverksamhet (partiplantskola) och specialiserade sig på hallon.
Arvidsson tog tillsammans med sin fru Ingeborg fram flera nya sorter av hallon och vinbär. Sorterna namngavs efter bostadsorten Risarp, 3 km från Harplinge i södra Halland. Hallonsorten Risarp Dessert som började säljas 1977 skapades genom att korsa Veten och Preussen. De tog även fram sorten Allgold Risarp. Herbert Arvidsson namngav även sorten mormorshallon, en gammal hallonsort som han återupptäckte. Sorten blev sedan mycket efterfrågad av plantskolor.
Arvidsson gjorde en kulturgärning genom att hitta, identifiera och ta tillvara gamla sorter. För sitt arbete mottog han Kungliga Patriotiska Sällskapets medalj för förtjänster inom trädgårdsodling.